# Okholm
Okholm (dansk) eller Ockholm (tysk) er en forhenværende hallig og nu en landsby og kommune beliggende syd for Nibøl i den nordfrisiske marsk i det nordvestlige Sydslesvig. Administrativt hører kommunen under Nordfrislands kreds i den nordtyske delstat Slesvig-Holsten. Den nuværende kommune omfatter ud over hovedbyen Okholm landsbyerne Slutsil, Bongsil og den sydlige del af Hauke-Haien-Kog. Den samarbejder på administrativt plan med andre kommuner i omegnen i Midterste Nordfrisland kommunefællesskab (Amt Mittleres Nordfriesland). Landsbyen er sogneby i Okholm Sogn. Sognet lå i Nørre Gøs Herred (Bredsted Amt, Sønderjylland), da området tilhørte Danmark.

## Geografi
Bebyggelsen er fordelt på i alt 14 varfter. Varfter (også værfter) er kunstige forhøjninger, som opføres på halligerne eller i marsken for at hæve gårde op over stormflodsniveau. Kommunen omfatter ud over selve Okholm by også Bongsil og Slutsil samt den sydlige del af Hauke Haien-Kog.

## Historie
Bynavnet dukker første gang op i skriftlige kilder i Slesvigs biskops rentebog fra 1462. Okholm bestod dengang af i alt 16 varfter. I 1515 blev landet omkring byen inddiget, men ved den store stormflod i 1634 (den anden store manddrukning) brød digerne sammen og det nyvundede land blev oversvømmet i blot en nat. Op mod 400 mennesker druknede i havet. Kirken i Okholm kog blev fuldstændig ødelagt. I 1639 under kong Christian 4. blev digerne igen sat i stand. For at afvande området oprettedes i 1735 Bongsil Kanal (tidligere: Kongecanal). Kanalen afvander nu tilsammen et areal på godt 72.000 ha.
I 1579 byggede købmænd fra Flensborg en nordsøhavn ved Okholm for at kunne være uafhængig af konkurrencen med Husum. Men forventninger med den nye havn blev ikke opfyldt og konflikten med Husum blev få år efter nybyggeriet bilagt. I 1766 påberåbte flensborgske købmænd sig igen retten til havnen og etablerede et nyt havn ved Bongsil.